# Die jungen Hunde
Die jungen Hunde (span. Los cachorros (Pichula Cuéllar)) ist eine Erzählung des peruanischen Literaturnobelpreisträgers Mario Vargas Llosa, die von 1965 bis 1966 entstand und 1967 erschien.

## Handlung
Die jungen Hunde sind fünf Schulkameraden aus Miraflores in Lima. Einer von ihnen, der kleine Cuéllar, hat im Colegio Champagnat nach einem Fußballspiel einen Unfall. Die Dogge Judas dringt in den Umkleideraum der Schule ein und entmannt den Jungen durch einen Biss zwischen die Beine. Kein Arzt kann helfen. Der begüterte Vater wendet sich jahrelang auch an ausländische Spezialisten – ohne Erfolg.
Nach dem Unfall ist Cuéllar zwar kein Klassenprimus mehr, doch sowohl Lehrerschaft, Eltern als auch seine vier Schulfreunde Lalo, Choto, Mañuco sowie Chingolo  sind und bleiben nachsichtig-besorgt. Ein Mitschüler verpasst ihm den beleidigenden und entwürdigenden Spitznamen Pichulita (in der deutschen Übersetzung Schwänzchen). Dieser haftet ihm bald so sehr an, dass ihn sogar seine Freunde gedankenlos so ansprechen. Mit der Zeit gewöhnt er sich daran und stellt sich sogar neuen Schülern als „Schwanz Cuéllar“ vor.
Nach Jahren, als die vier Freunde einer nach dem andern ein Mädchen erobern, redet Cuéllar auf einmal schlecht über die adretten Freundinnen. Somit zieht er sich den Groll seiner Schulkameraden zu. Die Freunde wollen Cuéllar eine Freundin verschaffen. Daraus wird nichts. Cuéllars Exaltationen nehmen zu. Er rast mit seinem Ford Cabriolet, einem Geschenk des Vaters, wie ein Irrer durch Lima. Scheu geht er den Mädchen aus dem Weg. Er fängt an zu stottern.
Alles wendet sich zum Guten, als die schöne, blonde Teresita Arrarte seine Annäherung duldet. Zur Enttäuschung der vier Freunde und deren Freundinnen erklärt sich Cuéllar der koketten Teresita nicht.
Die Ford-Modelle, die Cuéllar fährt, werden mit den Jahren mächtiger. Cuéllar gibt sich immer exzentrischer und überspannter. Nachdem Teresita den jungen Cachito Arnilla erhört hat, nehmen Cuéllars schlechte Gewohnheiten überhand. Er arbeitet inzwischen im Unternehmen seines Vaters und stromert nach Feierabend mit zwielichtigen Gestalten umher.
Zu seinem 21. Geburtstag bekommt Cuéllar von seinem Vater einen stark motorisierten Nash geschenkt.
Die Freunde heiraten ihre Freundinnen, diplomieren als Ingenieure und Cuéllar vertreibt sich währenddessen die Zeit mit 14-jährigen Halbstarken. Nach einigen schlimmen Autounfällen stirbt er „in den üblen Kurven von Pasamayo“ bei seinem letzten Unfall.

## Titel
Der peruanische Literaturkritiker José Miguel Oviedo (1934–2019) beschreibt im Nachwort zur deutschen Übersetzung, dass die Erzählung zunächst Schwanz Cuéllar (spanisch Pichula Cuéllar) heißen sollte. Da das Wort für das männliche Geschlechtsteil aber im Spanischen als anstößig gilt, wurde daraus ein Untertitel, in der deutschen Fassung des Suhrkamp Verlages Die kleinen Hunde (Schwanz Cuéllar).

## Form
Der kurze Text wird durchsichtig und leicht überschaubar präsentiert. So stören auch die neckischen Spielchen mit syntaktischen Strukturen weiter nicht. Wenn Vargas Llosa zum Beispiel schreibt: „Aber die Wochen vergingen und wir wann denn, Schwänzchen, und er morgen“, dann besinnt sich der Leser guten Willens, wo die Anführungszeichen et cetera stehen könnten.
Der Erzähler sagt „wir“. Aus dem Kontext geht hervor, er kann nur aus der Reihe der vier oben genannten Mitschüler kommen.

## Rezeption
- Oviedo zitiert Benedetti: Erzählt werde über die Zerstörung des Protagonisten. Cuéllar stürbe nicht an dem Hundebiss, sondern durch die Bisse der Gruppe.[6] Nach Julio Ortega[7] habe der Autor eine Geschichte über eine missglückte soziale Integration geschrieben.[8] Cuéllar nimmt nicht an den Vergnügungen seiner Schulfreunde mit den kultivierten jungen Mädchen teil, sondern verweigert sich standhaft.[9] Den Stoff habe Vargas Llosa aus der Zeitung. Oviedo rechnet die Eltern der beschriebenen Schüler dem Kleinbürgertum Limas zu.[10]
- Aus formaler Sicht schätzt Scheerer die Erzählung hoch ein.[11] Die erzählte Zeit umfasse mehr als zwanzig Jahre. Die fünf Jungen würden etwa ab ihrem neunten Lebensjahr geschildert.[12]

## Verfilmung
Der Film „Los cachorros“ von Jorge Fons wurde am 10. Mai 1973 in Mexiko uraufgeführt. José Alonso spielte den Cuéllar und Helena Rojo die Teresita Arrarte. Im Unterschied zum literarischen Original 

### Verwendete Ausgabe
- Die jungen Hunde (Schwanz Cuéllar). Erzählung. Deutsch von Wolfgang Alexander Luchting. Mit einem Nachwort von José Miguel Oviedo[16], Erläuterungen des Übersetzers[17] und Anmerkungen[18]. Suhrkamp, Frankfurt am Main 1975 (1. Taschenbuch-Aufl. 1991 (st 1841)), ISBN 978-3-518-38341-4

### Sekundärliteratur
- Thomas M. Scheerer: Mario Vargas Llosa. Leben und Werk. Suhrkamp, Frankfurt am Main 1991, ISBN 3-518-38289-6

### Ausgabe für Spanisch-Lernende
- Los cachorros, Spanischer Originaltext mit deutschen Worterklärungen, Universal-Bibliothek Fremdsprachentexte, Reclam, 2009, ISBN 9783150197592

## Anmerkung
1. ↑  Ein klein wenig Leseerleichterung verschaffte vielleicht so etwas wie die folgende Zeichensetzung: Aber die Wochen vergingen und wir: „wann denn, Schwänzchen“, und er: „morgen“.